# Église Sainte-Marie de Cosprons
Pour les articles homonymes, voir église Sainte-Marie.
L'église Sainte-Marie de Cosprons est une église romane située au hameau de Cosprons, sur la commune de Port-Vendres, dans le département français des Pyrénées-Orientales.

## Situation

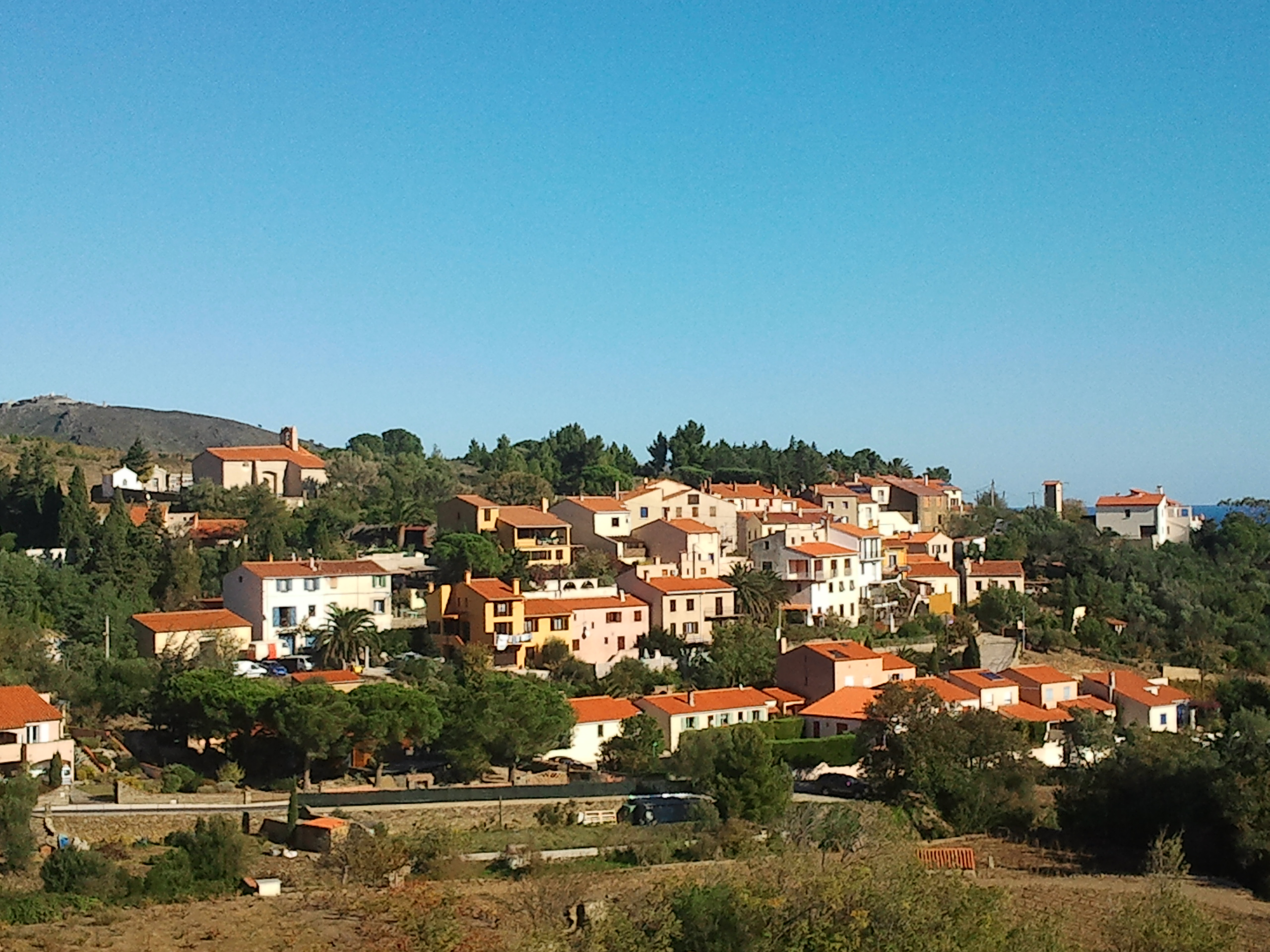
Vue générale de Cosprons. L'église domine le village, sur la gauche.

Sainte-Marie de Cosprons est située à flanc d'une colline surplombant la baie de Paulilles et la mer Méditerranée, sur la commune française de Port-Vendres, dans les Pyrénées-Orientales. Elle est accessible depuis Paulilles par la route départementale D86a.

## La légende
Une légende attribue la construction de Sainte-Marie de Cosprons à un animal, comme beaucoup d'autres dans la région. Dans ce cas, il s'agit d'un âne plutôt que du taureau habituel à l'intérieur des terres. Un pêcheur de la baie de Paulilles remonta dans ses filets un Christ en croix. Il chargea cette découverte sur son âne pour la ramener à son village. Mais, arrivé au village, l'âne poursuivit son chemin jusqu'en haut d'une colline, où il finit par s'arrêter. Ensuite, l'âne refusa de bouger de cet endroit, ce qui fut interprété comme un signe divin. Les villageois construisirent l'église Sainte-Marie en ce lieu, puis le village de Cosprons se développa autour d'elle.
L'écrivain Jules Barbey d'Aurevilly, qui visite la Côte Vermeille, en donne une autre version, dans son deuxième Memorandum daté du 20 septembre 1858 complétant son livre Du dandysme et de George Brummell :

« Levé avant le jour pour une expédition dans la montagne à un village nommé Cospron, — C'est presque un nom grec! — Écrivez-le ainsi et tout le monde s'y méprendra : Κοπρον. — Déjeuné chez des paysans dont la chaumière est dans le fond d'un ravin, au confluent de trois montagnes; — sur l'une est l'Église de Cospron, — plus pauvre encore que celle de Port-Vendres, — une chapelle, mais propre comme une cuiller de bois nettoyée. — Sur l'autel, un Christ en bois, mal sculpté, gris-bleu de ton, et qui fut doré autrefois, avec la très ridicule et indécente jaquette blanche que les Espagnols donnent à leurs Christs. — Ce Christ est fort célèbre et très honoré dans la contrée. — C'est une tradition, qu'en revenant du Mexique, après l'expédition de Fernand Cortez, un vaisseau qui portait deux Christs, destinés à Jérusalem, fut battu d'une horrible tempête et que le capitaine fit le vœu de donner un de ces Christs à l'Église de la première terre sur laquelle il pourrait aborder. Or, il n'y avait pas d'Église sur la terre qu'il toucha aux pieds des montagnes de Cospron. Pressé de remettre à la voile, il enterra le Christ là où son vaisseau avait touché. Longtemps après, un bœuf fouilla l'endroit avec sa corne et on trouva le Christ, qui fut porté à la chapelle de Cospron et qui y est l'objet d'une dévotion particulière. »

## Histoire
L'histoire de Sainte-Marie de Cosprons est mal connue car elle n'est pas citée dans des documents anciens. 
Elle semble avoir été bâtie à la fin du XIIe siècle ou au XIIIe siècle. Elle a été plusieurs fois remaniée et agrandie.
Au XVIIe siècle, les habitants de Port-Vendres venaient en procession chercher la statue de Christ en croix de Sainte-Marie de Cosprons, notamment afin d'attirer la pluie.
Différents objets mobiliers de l'église ont été protégés au titre des monuments historiques : une statue de Christ en croix en bois du XIVe siècle (ou XIIe siècle) est classée en 1913, une porte en bois et fer forgé datée de 1784 classée en 1959 et une clochette du XIVe siècle en 1976. Le Christ avait été restauré au XVIIe siècle et repeint au XIXe siècle.
L'église est l'objet d'une rénovation complète qui débute en 2011. Ils consistent d'abord à une mise hors d'eau de la chapelle dont la toiture était endommagée, puis en une rénovation de l'intérieur afin d'en faire une salle de spectacles. Les travaux s'achèvent début 2013.

## Architecture et mobilier
L'église est construite en lauzes de schiste. Elle est constituée d'une nef unique et d'une abside semi-circulaire. La nef est couverte d'un berceau en plein cintre et l'abside d'un cul-de-four. Le bâtiment possède deux ouvertures : une fenêtre dans l'abside et une porte donnant sur la nef.
La porte est surmontée d'un arc clavé. Le battant est en bois renforcé de fer forgé. Il est marqué de la date 1784. L'église possède également une statue en bois peint de Christ en croix, dit « Christ marin » car la légende en attribue la découverte, par un pêcheur, dans la mer. Cette statue médiévale mesure 1,88 m de haut pour 1,18 m de large. La Couronne d'épines que le Christ porte habituellement est ici remplacée par une couronne en corde. Ces deux éléments sont protégés au titre des monuments historiques, ainsi qu'une clochette en bronze ornée de feuilles de chêne ou de houx.

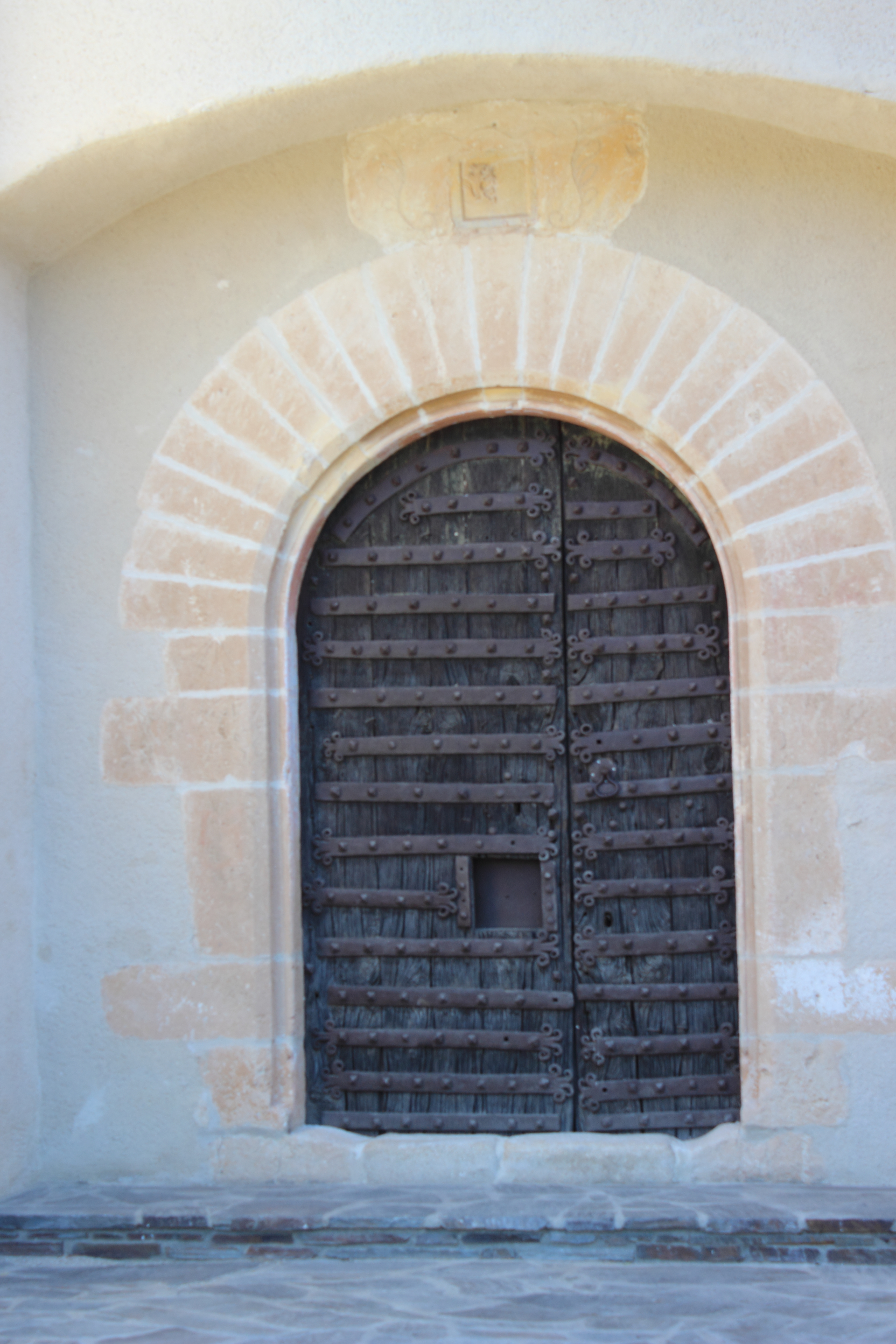
Porte de l'église.
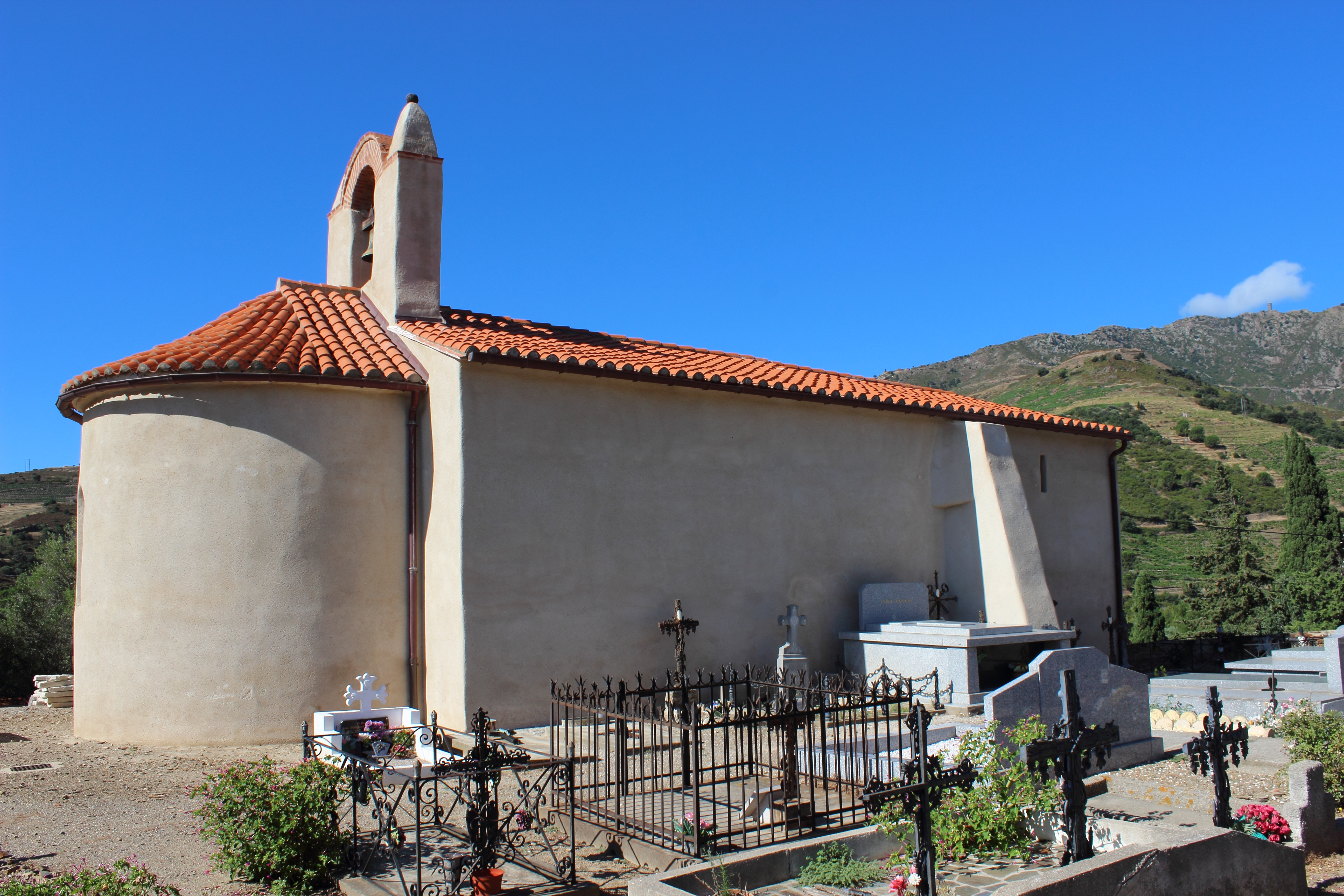
Face nord, abside et clocher.

### Fiches du ministère de la Culture
- « Statue : Christ en croix », notice no PM66000712, sur la plateforme ouverte du patrimoine, base Palissy, ministère français de la Culture
- « Porte, pentures », notice no PM66000713, sur la plateforme ouverte du patrimoine, base Palissy, ministère français de la Culture
- « Clochette », notice no PM66000714, sur la plateforme ouverte du patrimoine, base Palissy, ministère français de la Culture